# Mockingbird
Mockingbird er det fjerde single-udspil fra den amerikanske rapper Eminems fjerde studiealbum, Encore.

## Lyrikken
Denne sang er et eksempel på Eminems evne udi at bruge en historiefortællende rap-teknik (et andet eksempel er Stan). Lyrikken er en personlig, uindpakket fortælling om hans tidlige forhold til hans ekskone og er skrevet til deres fælles datter Haillie. Lyrikken i sangens omkvædet tager afsæt i en gammel engelsk børne godnatsang "Hush little baby.." Essensen i lyrikken er taget herfra, men Eminem har omskrevet den med hans egen ord, så den passer til temaet i sangen.
Kritikere har rost sangen, for dens lyrik.

## Hitliste
| Hitliste (2005)                    | Højeste placering |
| ---------------------------------- | ----------------- |
| Australien                         | 9                 |
| Belgien (Flandern)                 | 30                |
| Danmark (Track Top-40)             | 11                |
| European Hot 100                   | 8                 |
| Holland                            | 19                |
| Irish Singles Chart                | 7                 |
| Italien                            | 20                |
| New Zealand                        | 8                 |
| Norge                              | 7                 |
| Schweiz                            | 14                |
| UK Singles Chart                   | 4                 |
| Tjekkiet (IFPI)                    | 14                |
| Tyskland                           | 15                |
| US Billboard Hot 100               | 11                |
| US Billboard Hot R&B/Hip-Hop Songs | 51                |
| US Billboard Rap Songs             | 10                |
| US Billboard Pop Songs             | 6                 |
| Østrig                             | 18                |

## Eksterne Links
- "Mockingbird" Officiel musikvideo på YouTube

| Musik | Spire Denne musikartikel er en spire som bør udbygges. Du er velkommen til at hjælpe Wikipedia ved at udvide den. |